# 黃愷欣
黃愷欣（英語：Tomi Wong Hoi Yan，1955年1月1日—），原名黃玉芬，祖籍廣東台山。香港女歌手及演員，前無綫電視女藝員。

## 背景
黃愷欣有6兄弟姊妹，自己排行第2。她9歲之前的家境不錯，後來家道中落，與其他兄弟姊妹遷居新蒲崗麗宮戲院附近的屋宇，與家中工人同住但父母需在外工作而不同住。黃愷欣就讀香港培道小學，於1970年代中期以歌手身分出道。後加入無綫電視，她曾在參與演出節目主持長壽綜藝節目《歡樂今宵》。1977年，無綫電視當時正籌備長篇電視劇《家變》，要找一名樣子清純的香港女演員當鄧碧雲的小女兒，黃愷欣遂被派演此角，亦因此而由歌手轉為演員。黃愷欣的歌曲代表作包括《青春女探》，該曲為1975年日本劇集《青春女探》於1978年由無綫外購的粵語版主題曲；日語原曲《ときめき》（歌名中文意譯《激動》）由森田公一作曲、龍真知子填詞、淺野真弓主唱；改編版粵語歌詞則由盧國沾所填。
黃愷欣曾在無綫演出多部電視劇，如《雙面人》、《鹿鼎記》、《新紮師兄》與《成功路上》等，到了後期、曾為1990年代以後則多演慈母角色，至1998年10月息影，移居美國西雅圖，偶爾她的客串演出後擔任大會司儀電影和電視劇等等。後已回流香港。

## 演出作品

### 電視劇（無綫電視）
| 年份      | 劇名                 | 角色                               |
| 1977年    | 家變                 | 洛幸美                             |
| 1978年    | 奮鬥                 |                                    |
| 1978年    | 惡人世家             | 徐美璇                             |
| 1982年    | 神女有心             | 橫眉                               |
| 1982年    | 雙面人               | 依蘭                               |
| 1982年    | 痴情劫               |                                    |
| 1984年    | 老爺大過天           | 邱信芬                             |
| 1984年    | 鹿鼎記               | 蘇荃                               |
| 1984年    | 朝九晚五俏佳人       | 全安娜                             |
| 1984年    | 新紮師兄             | 彭美鳳                             |
| 1985年    | 大香港               | 沈太太                             |
| 1985年    | 同居房客             |                                    |
| 1985年    | 新紮師兄續集         | 彭美鳳                             |
| 1985年    | 開心女鬼             | 秦冰                               |
| 1986年    | 鑽石王老五           |                                    |
| 1986年    | 阿英                 | 七姨（台慶單元劇）                 |
| 1986年    | 哥哥的女友           | （台慶單元劇）                     |
| 1987年    | 鐳射青春             | 何珠                               |
| 1988年    | 鬥氣一族             | 張愛倫                             |
| 1989年    | 大城小警             | 何麗冰                             |
| 1989年    | 婆媽女婿             | 吳國邦                             |
| 1990年    | 愛情三角錯           | 梁婉蘭                             |
| 1990年    | 成功路上             | 莊麗裳                             |
| 1990年    | 同居三人組           |                                    |
| 1990年    | 香港蛙人             | 葉玉芳                             |
| 1991年    | 今生無悔             | 婉琴                               |
| 1991年    | 藍色風暴             | Rainbow                            |
| 1992年    | 龍的天空             | 簡慧中                             |
| 1992年    | 大時代               | 伍寶華                             |
| 1992年    | 沖天小子             | 王玉菁                             |
| 1992年    | 賭霸                 | 趙月英                             |
| 1993年    | 少年五虎             | 歐德善                             |
| 1994年    | 第三類法庭           | 何詠琴                             |
| 1994年    | 黃飛鴻系列之鐵膽梁寬 | 李鳳                               |
| 1994年    | 精靈酒店             | 湯秋萍                             |
| 1994年    | 鎮金女人週記II       | （單元七：知己的情人）             |
| 1994年    | 方世玉與乾隆皇       | 李小環                             |
| 1995年    | 前世冤家             | 司徒常歡                           |
| 1995年    | 邊緣故事             | 司徒敏                             |
| 1995年    | 男人四十一頭家       | 黃愛琴                             |
| 1995年    | 萬里長情             | 余大寶                             |
| 1995年    | 忘情闊少爺           | 張麗萍                             |
| 1995年    | 神雕侠侣             | 林朝英的侍女，李莫愁、小龙女的师傅 |
| 1995年    | 天降奇緣             | 沈杏怡                             |
| 1995-96年 | 刑事偵緝檔案II       | 趙容幗卿（檔案四：豪門綁架）       |
| 1996年    | 笑傲江湖             | 林夫人                             |
| 1996年    | 孽吻                 | 許玉霞                             |
| 1996年    | 地獄天使             | 盧玉芬                             |
| 1997年    | 孝感動天             | 相國夫人蔡玉琴（單元：緹縈救父）   |
| 1997年    | 皇家反千組           | 曾玉容                             |
| 1997年    | 男人四十打功夫       | 鍾若詩                             |
| 1998年    | 廉政行動1998         | 林卓生的姐姐（單元三：老細有料）   |
| 1998年    | 掃黃先鋒             | 瑪莉姐                             |
| 1998年    | 離島特警             | 林初荔                             |
| 1999年    | 衝上人間             | 林幗紅                             |

### 電視劇（香港電台）
| 年份   | 劇名     | 角色               |
| 1988年 | 人間有情 | （單元：別矣冬日） |

### 電影
| 年份   | 片名           | 角色      |
| 1975年 | 墮落經         |           |
| 1976年 | 名女人奇異錄   |           |
| 1976年 | 失魂炳與綽頭王 |           |
| 1981年 | 失業生         |           |
| 1986年 | 刀馬旦         |           |
| 1990年 | 獄中龍         |           |
| 1994年 | 海角危情       |           |
| 2003年 | 源來是愛       | 明妻-母親 |

## 獎項
- 1979年 《第三屆香港金唱片頒獎典禮》—— 金唱片《十八日》《快樂時光》[8]